# C3H6N6
化学式C3H6N6的化合物（摩尔质量：126.12 g/mol）可以指：
- 三聚氰胺，CAS号：108-78-1
- 1,3-二叠氮基丙烷，CAS号：100910-72-3
- 2,2-二叠氮基丙烷，CAS号：85620-95-7

|  | 这个同类索引页列出了具有相同分子式的化学物（即同分異構體）条目。 除非您是有意链接至本页，否则应将相应条目的内部链接指向正确的条目。 |